# Aspidosperma excelsum
Aspidosperma excelsum är en oleanderväxtart som beskrevs av George Bentham. Aspidosperma excelsum ingår i släktet Aspidosperma och familjen oleanderväxter. Inga underarter finns listade i Catalogue of Life.